# Семкино
Се́мкино (рос. Семкино) — присілок у складі Митищинського міського округу Московської області, Росія.

## Населення
Населення — 159 осіб (2010; 24 у 2002).
Національний склад (станом на 2002 рік):
- росіяни — 100 %